# ONE Fight Night 20
ONE Fight Night 20: Todd vs. Phetjeeja fue un evento de deportes de combate producido por ONE Championship llevado a cabo el 8 de marzo de 2024, en el Lumpinee Boxing Stadium en Bangkok, Tailandia.

## Historia
Este evento consistió enteramente de peleas femeninas en honor al Día Internacional de la Mujer.
Una pelea de unificación por el Campeonato Mundial de Kickboxing de Peso Átomo Femenino de ONE entre la campeona Janet Todd y la campeona interina Phetjeeja Lukjaoporongtom encabezó el evento.
Una pelea por el Campeonato Mundial de Muay Thai de Peso Átomo Femenino de ONE entre la actual campeona Allycia Rodrigues y Cristina Morales se llevó a cabo en el evento.

## Resultados
1. ↑  Por el Campeonato Mundial Indiscutido de Kickboxing de Peso Átomo Femenino de ONE.
2. ↑  Por el Campeonato Mundial de Muay Thai de Peso Átomo Femenino de ONE.

## Bonificaciones
Los siguientes peleadores recibieron bonos de $50.000.
- Actuación de la Noche: